# Хронологија СФРЈ и СКЈ август 1972.
Хронолошки преглед важнијих догађаја везаних за друштвено-политичка дешавања у Социјалистичкој Федеративној Републици Југославији (СФРЈ) и деловање Савез комуниста Југославије (СКЈ), као и општа политичка, друштвена, спортска и културна дешавања која су се догодила у току августа месеца 1972. године.
| ← јул · Хронологија СФРЈ и СКЈ током 1972. године · септембар → |

#### 1. август
- У складу са Уставом СФРЈ, функцију потпредседника Председништва СФРЈ преузео Ратко Дугоњић, делегат Социјалистичке Републике Босне и Херцеговине у Председништву Социјалистичке Федеративне Републике Југославије.
- У Загребу умро Перо Пиркер (1927—1972), друштвено-политички радник који је од 1963. до 1967. био председник Скупштине града Загреба и од 1969. до 1971. године председник Извршног комитета ЦК СК Хрватске. Као један од најближих сарадника Савке Дабчевић-Кучар и Мике Трипала, вођа „Хрватског прољећа“ био је смењен у децембру 1971. године. Његовој сахрани на загребачком гробљу Мирогој, присуствовало је неколико десетина хиљада људи што је био својеврсни „протест“ због политичке ситуације у СР Хрватској, настале након смене највишег државног и партијског руководства.

#### 1—3. август
- У посети Социјалистичкој Републици Румунији боравио савезни секретар за финасије Јанко Смоле.

#### 2. август
- Председник Републике Јосип Броз Тито одликовао је Петра Стамболића Орденом југословенске велике звезде, поводом 60-ог рођендана и дугогодишњег револуционарног рада.

#### 3—5. август
- У Џорџтауну, у Кооперативној Републици Гвајани, одржан састанак Припремног комитета 16 земаља чланица Покрета несврстаних. Југословенску делегацију је на овом састанку предводио Будимир Лончар, сепцијални саветник савезног секретара за иностране послове.

#### 8—11. август
- У Џорџтауну одржана Конференција министара иностраних послова несврстаних земља. Конференцији је присуствовао и савезни секретар за иностране послове СФРЈ Мирко Тепавац.

#### 10. август
- У Љубљани умро Франце Стеле (1886—1972), историчар уметности и доктор филозофије, професор и почасни доктор Љубљанског универзитета, редовни члан Словеначке академије знаности и уметности (САЗУ) и дописни члан Југословенске академије знаности и умјетности (ЈАЗУ) и Српске академије наука и уметности (САНУ).

#### 16. август
- Председник Републике Јосип Броз Тито одликовао је чланове Савезног штаба за заштиту од великих богиња, за ангажовање и пожртвованост током епидемије великих богиња у марту.

#### 17. август
- У Љубљани се састали савезни секретар за иностране послове Мирко Тепавац и министар иностраних послова НР Пољске Стефан Олшовски, који се налазио у посети Југославији.

#### 19. август
- У Београду умро проф др Томислав Кроња (1914—1972), лекар-неуропсихијатар, санитетски генерал-пуковник ЈНА и начелник Војномедицинске академије (1959—1971). Сахрањен је у Алеји заслужних грађана на Новом гробљу у Београду.

#### 19—26. август
- У посети Народној Демократској Републици Кореји боравио шеф југословенске мисије при Организацији уједињених нација Лазар Мојсов.

#### 24. авгсут
- У посети Совјетском Савезу боравио савезни секретар за народну одбрану генерал-армије Никола Љубичић, где је у Москви водио разговоре са министром одбране СССР маршалом Андрејом Гречком.

#### 25. август
- У посету Совјетском Савезу отпутовали потпредседник Савезног извршног већа Јаков Сиротковић и члан СИВ-а Борисав Јовић.

#### 26—30. август
- У посети Народној Републици Кини боравио шеф југословенске мисије при Организацији уједињених нација Лазар Мојсов.

#### 28. август
- У посети Југославији боравио Андреј Кириленко, члан Политбироа и секретар Комунистичке партије Совјетског Савеза.

#### 30. август
- У посети Југославији боравио Иван Абаџијев члан Политбироа и секретар Комунистичке партије Бугарске.

#### 28. август—11. септембар
- У Минхену, у Савезној Републици Немачкој, одржане XX летње олимпијске игре. Представници СФР Југославије (128 учесника који су се надметали у 15 спортских дисциплина) су на овим олимпијским играма постигли 20 место, освојивши:
  - две златне - бокс (Мате Парлов) и рукомет (Рукометна репрезентација у саставу: Абас Арсланагић, Чедомир Бугарски, Петар Фајфрић, Хрвоје Хорват, Милорад Каралић, Ђорђе Лаврнић, Милан Лазаревић, Здравко Миљак, Слободан Мишковић, Бранислав Покрајац, Небојша Поповић, Мирослав Прибанић, Добривоје Селец, Албин Видовић, Зденко Зорко, Зоран Живковић и тренер Владо Штенцл),
  - једну сребрну - рвање (Мате Парлов)
  - две бронзане медаље - бокс (Звонимир Вујин) и рвање (Милован Ненадић)

#### 30. августа—3. септембар
- На Летњој позорници Нишке тврђаве у Нишу одржан VII Фестивал глумачких остварења „Филмски сусрети“. Добитници награде Глумачки пар године „Она и он“, одлуком читалаца листа „ТВ Новости“, ове године су били Живка Матић и Бата Живојиновић, за улоге Росе и Булиџе у тв серији „Грађани села Луга“.

#### 31. август
- Председник Савезне скупштине Мијалко Тодоровић посетио учеснике омладинске радне акције на изградњи пруге Београд-Бар и са њима говорио о актуелним политичким и економским проблемима.

#### 31. август—1. септембар
- У посети Југославији боравио генерални секретар Организације уједињених нација Курт Валдхајм. У току посете, он се 1. септембра на Брионима састао са председником Републике Јоспом Брозом Титом.